# Du glade verden
Du glade verden er det niende studiealbum af den danske pop rock-gruppe Kim Larsen & Kjukken. Albummet udkom den 19. november 2012 på Medley Records, og er gruppens første album med originale sange siden Gammel hankat fra 2006.
Albummets titel er et udtryk Kim Larsens hørte de voksne sige i sit barnsdomskvarter, Nordvest i København: "Når noget er fuldstændig vanvittigt, så siger man det. Det er jo også en vanvittig verden, vi lever i. Men det er jo også en cadeau til verden – at man elsker den alligevel, på godt og på ondt. Du kan sige, at titlen er et tilgivende, men samtidig desperat opråb".
Du glade verden er produceret af Mads Haugaard, broderen til bassist Jesper Haugaard. Albummet er optaget i bandets øvelokale i Odense og i København i Mads Haugaards studie. Albummets cover er malet af filminstruktør Erik Clausen, og blev oprindeligt designet til en serie af kunst-plastikposer fra Irma i 1970'erne. Ifølge pladeselskabet understreger motivet "på smukkeste vis albummets tvetydige titel og pladens stemning og tematik generelt." Singlen "Her står jeg" udkom den 27. januar 2012. Albummets regulære førstesingle, "Sød symfoni" blev udgivet den 15. oktober 2012, og er en "hyldest til kærligheden og livet, hvor hjerte rimer på smerte uden, at det bliver hverken banalt eller klichéfyldt." Den næste single, "Bare for at gøre en forskel" udkom den 21. januar 2013.
Albummet debuterede på førstepladsen af album-hitlisten med 9643 solgte eksemplarer i den første uge. I midten af december 2012 blev Du glade verden certificeret dobbelt platin for 40.000 solgte eksemplarer. Albummet var det fjerde mest solgte album i 2012, med 41.822 solgte eksemplarer.

## Spor
| #   | Titel                            | Tekst                   | Musik                           | Længde |
| --- | -------------------------------- | ----------------------- | ------------------------------- | ------ |
| 1.  | "Bare for at gøre en forskel"    | Kim Larsen              | Larsen                          | 3:59   |
| 2.  | "Sød symfoni"                    | Larsen                  | Larsen                          | 3:18   |
| 3.  | "Her står jeg"                   | Larsen                  | Larsen                          | 3:01   |
| 4.  | "Solopgang til måneskinspriser"  | Larsen, Jesper Haugaard | Chuck Berry                     | 3:01   |
| 5.  | "Så ved du hvordan"              | Larsen                  | Larsen, Mads Haugaard           | 4:04   |
| 6.  | "Tyvetøsen"                      | Larsen                  | Larsen                          | 3:22   |
| 7.  | "Så meget jord"                  | Larsen                  | Larsen, Karsten Skovgaard       | 3:27   |
| 8.  | "Henrik"                         | Larsen                  | Jean-Paul-Égide Martini, Larsen | 3:17   |
| 9.  | "Hej doktor"                     | Larsen                  | Larsen                          | 3:04   |
| 10. | "Du glade verden"                | Larsen                  | Larsen                          | 3:28   |
| 11. | "Den gyldne middelvej"           | Larsen                  | Larsen                          | 3:38   |
| 12. | "Hvorfor blæser vinden så hårdt" | Larsen                  | Larsen                          | 3:40   |

Noter
- "Så meget jord" er skrevet frit efter Leo Tolstoj.
- "Den gyldne middelvej" er skrevet med tak til Salvatore Quasimodo.

## Medvirkende
- Kim Larsen
- Karsten Skovgaard
- Jesper Haugaard
- Jesper Rosenqvist
- Mads Haugaard – producer, mixer, programmering, kor, diverse instrumenter
- Per Sunding – ekstra indspilninger (spor 2 og 3)
- Björn Engelmann – mastering
- Poul Bruun – executive producer